# Ona P

Ona P normal (cliqueu)

L' ona P de l'ECG representa la despolarització auricular, que provoca una contracció auricular o sístole auricular.

Diagrama que mostra les característiques de l'electrocardiograma

## Fisiologia
L'ona P és una ona de sumació generada pel front de despolarització mentre transita per les aurícules. Normalment, l'aurícula dreta es despolaritza una mica abans que l'aurícula esquerra, ja que l'ona de despolarització s'origina al node sinoauricular, a l'aurícula superior dreta i després viatja cap a i a través de l'aurícula esquerra. El front de despolarització es porta a través de les aurícules al llarg de vies de conducció semiespecialitzades que inclouen el paquet de Bachmann, donant lloc a ones de forma uniforme. La despolarització originada en altres llocs de les aurícules (ectòpics auriculars) dona lloc a ones P amb una morfologia diferent de la normal.

## Patologia

Ona P picada característica del cor pulmonar

Les ones P picades (> 0,25 mV) suggereixen un augment de l'aurícula dreta, cor pulmonale, (ritme P pulmonale), però tenen un valor predictiu baix (~20%).
L'ona AP amb amplitud augmentada pot indicar hipopotasèmia. També pot indicar un engrandiment de l'aurícula dreta.
L'ona AP amb una amplitud reduïda pot indicar hiperpotasèmia.

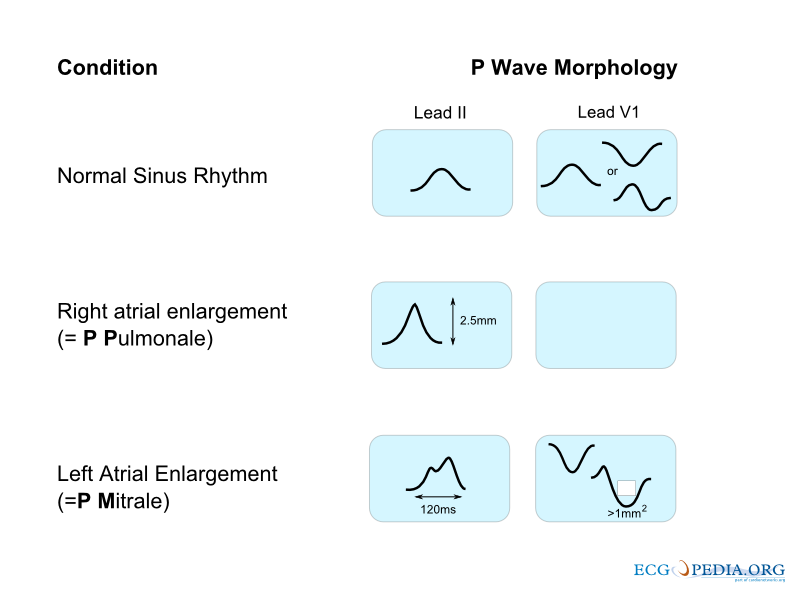
Canvis de l'ona P en la hipertròfia auricular dreta i esquerra

Les ones P bífides (conegudes com a P mitrale) indiquen una anormalitat de l'aurícula esquerra, per exemple, dilatació o hipertròfia.
Si es poden veure almenys tres ones P amb formes diferents en un determinat traçat de derivacions ECG, això implica que, fins i tot si una d'elles sorgeix del node SA, almenys dues més n'estan sorgint en un altre lloc. Això es pren com a evidència de múltiples (és a dir, almenys dos) focus ectòpics, i s'anomena ritme auricular multifocal (o més correctament, multiforme) si la freqüència és ≤100) o taquicàrdia auricular multifocal si la freqüència és superior a 100. Això apareix especialment comú en les exacerbacions de la malaltia pulmonar obstructiva crònica.
Si la línia de base té una forma totalment irregular, això suggereix ones fibril·latòries de fibril·lació auricular o possiblement artefacte; una línia de base en forma de dent de serra suggereix les ones de flutter del flutter auricular. Amb qualsevol d'aquests ritmes, si la freqüència ventricular és ràpida, les ones fibril·latòries o de flutter es poden malinterpretar fàcilment com a ones P.
L'absència de l' ona P amb una línia de base plana pot indicar:
- Fibril·lació auricular fina[10]
- Parada sinoauricular (amb un ritme d'escapament secundari)

Si les ones P no estan clarament delineades a l'ECG superficial, es pot utilitzar una derivació de Lewis per visualitzar millor les ones P.

## Repolarització auricular
Això es produeix una mitjana de 320 ms després del final de l'ona P, amb una durada de 2-3 vegades la de l'ona P i una polaritat sempre oposada a la de l'ona P. Es representa a l'ECG superficial per una ona anomenada Ta. La rellevància clínica d'això és que, tot i que és un fenomen normal, el nadir de l'ona Ta pot ocórrer just després del complex QRS i provocar una depressió ST semblant (i fàcilment confosa) a la que es produeix amb estats de malaltia com la isquèmia cardíaca.

## Tipus d'intervals ECG

### ECG: intervals, segments i ones (feu clic a la imatge)
|  |  |  |  |  |
|  |  |  |  |  |